# Кавальери, Эмилио де
Эмилио де Кавалье́ри (итал. Emilio de' Cavalieri; ок. 1550, Рим —11 марта 1602, там же) — итальянский композитор, автор первой оратории (по другой трактовке — первой оперы) «Представление о душе и теле» (итал. La Rappresentazione di anima е di corpo; 1600). Одним из первых Кавальери в своей музыке систематически использовал генерал-бас.

## Биография
Родился в Риме в аристократической и музыкальной семье (его отец Томмазо де Кавальери (ок. 1509—1587) был близким другом Микеланджело), где получил первоначальное музыкальное образование. В период с 1578 по 1584 гг. работал органистом и организовывал великопостные концерты в римской церкви Сан-Марчелло-аль-Корсо.
В 1580-х гг. в Риме Кавальери поступил на службу к кардиналу Фердинандо Медичи, который стал многолетним покровителем и спонсором музыканта. После того как в 1587 году Фердинандо Медичи получил титул Великого герцога Тосканского, Кавальери переехал вместе с хозяином (в 1588 году) во Флоренцию. Здесь композитор познакомился (и вероятно, сотрудничал) с Дж. Барди, отвечал за музыкальное оформление торжественных церемоний и других публичных мероприятий для семьи Медичи. В 1590-х годах Кавальери создал несколько пасторалей и Плачи пророка Иеремии (1597).
В этот период жизни Кавальери также занимался политикой. Работая в качестве дипломата, он покупал голоса ключевых кардиналов на папских выборах и способствовал избранию римских пап Иннокентия IX и Климента VIII, которые благоволили роду Медичи. Частые дипломатические поездки в Рим не мешали творческой деятельности композитора. В феврале 1600 года он представил на суд римской публики «La Rappresentazione di anima е di corpo» («Представление о Душе и Теле»), которое с тех пор стало наиболее известным его сочинением, а в науке долгое время считалось первой в истории ораторией.
В 1600 году во Флоренции Кавальери занимался постановкой «Эвридики» (итал. Euridice), одной из первых итальянских опер, написанной Якопо Пери (либретто Оттавио Ринуччини). Постановка была частью торжеств в честь бракосочетания Генриха IV и Марии Медичи. В результате интриг Кавальери не смог принять участие в приуроченной к этим торжествам постановке оперы «Похищение Цефала» (итал. Il rapimento di Cefalo), которую перехватил его соперник Джулио Каччини (театральный спектакль представлял собой интермедию с музыкой четырёх разных композиторов). После этой карьерной неудачи Кавальери покинул Флоренцию. Последние годы жизни провёл в Риме.